# Faro Guzmán
El Faro Guzmán es un faro no habitado de la Marina Argentina que se encuentra en la ubicación 47°20′53.3″S 65°43′17″O / -47.348139, -65.72139, sobre la Punta Guzmán, que representado el extremo este de la Provincia de Santa Cruz. Este faro se encuentra a 17 km al sur de Cabo Blanco y a aproximadamente 100 km al norte de la ciudad de Puerto Deseado.
El mismo tiene una altura total de 33 m, de los cuales 17 corresponden a la estructura del faro, una torre tronco-piramidal negra, con un rombo anaranjado grande sobre fondo negro. Tiene un alcance nominal de 10,8 millas náuticas. Comenzó a funcionar el día 10 de febrero de 1928, construido por el Teniente de Navío D. Pedro Luisioni, capitán del Transporte 1 de Mayo. La estructura actual fue construida en el mismo lugar donde se encontraba erigida una antigua baliza a principios de siglo.